# Pseudowintera colorata

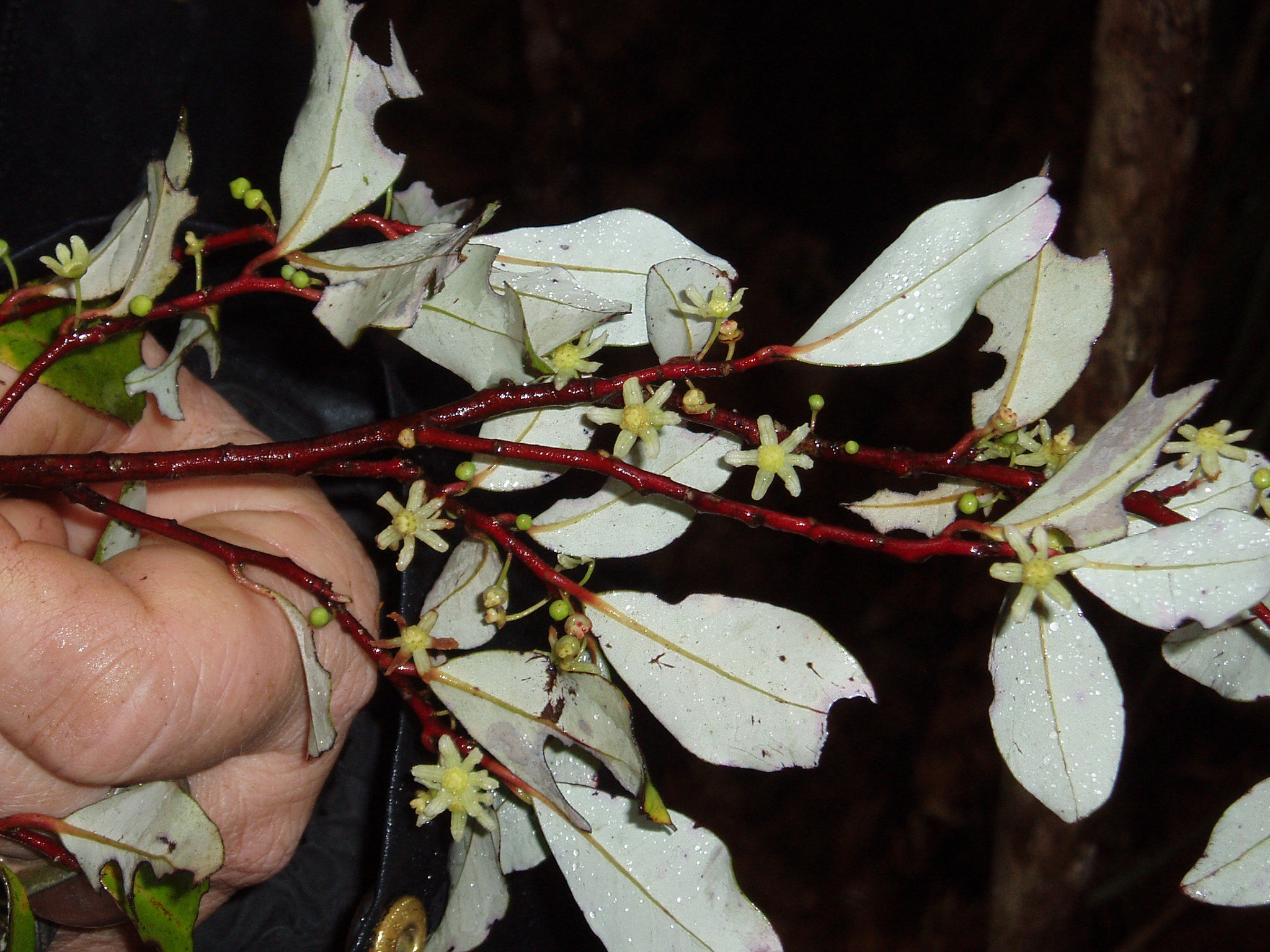
Větvička s květy

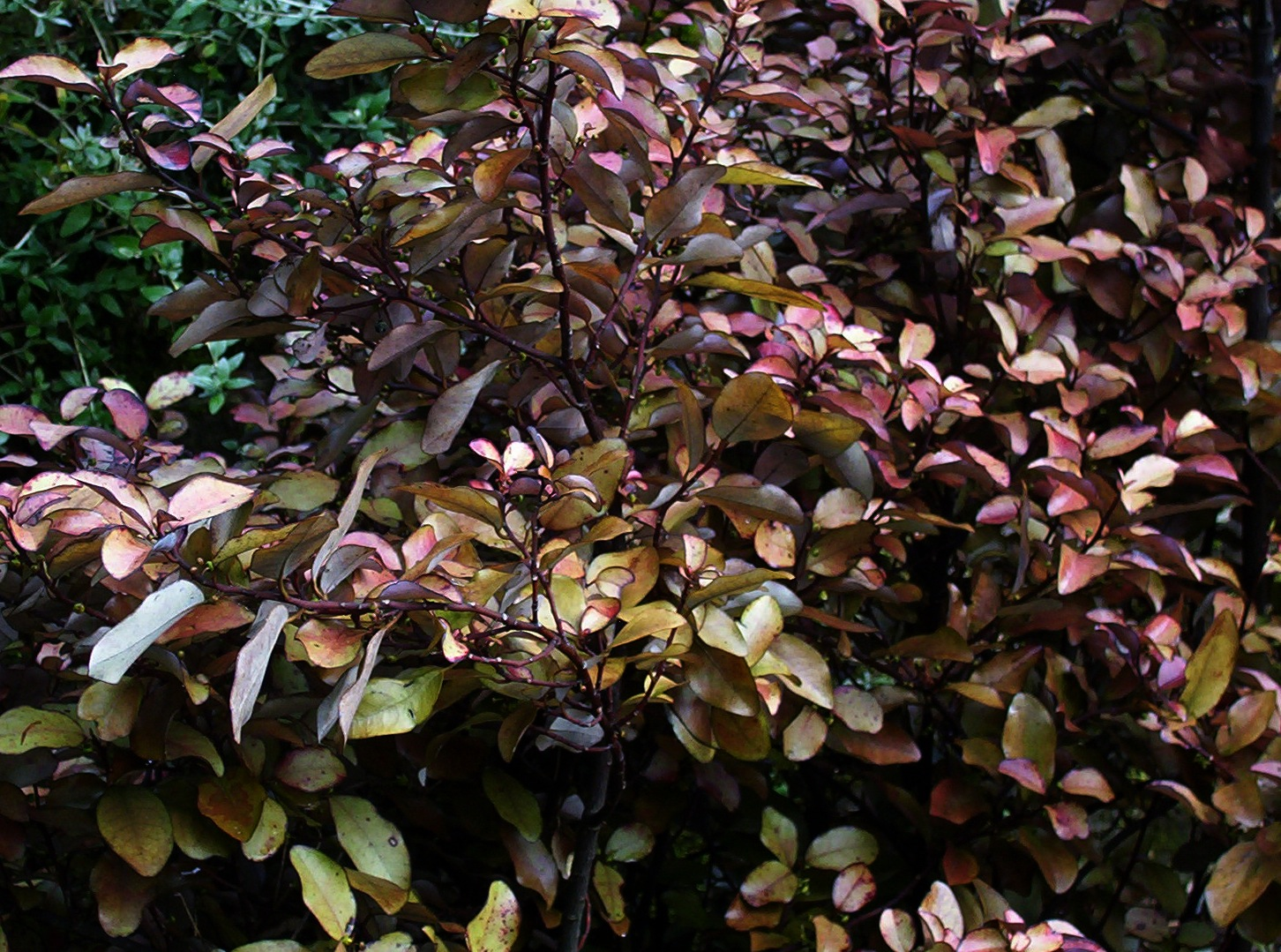
Listy s pigmentací

Pseudowintera colorata je endemická rostlina Nového Zélandu. Tato neopadavá, jednodomá, pomalu rostoucí dřevina mívá formu vzpřímeného keře dorůstající do výše 2 až 2,5 metrů. V domorodém (maorském) jazyce je nazývaná 'Horopito'.

## Rozšíření
Druh roste ve vyšších a středních chladnějších polohách na Severním a v nižších polohách na Jižním ostrově i na Stewartově ostrově. Nejčastěji se vyskytuje po okrajích pobřežních, nížinných i horských lesů a hustých křovin. Mimo nového Zélandu byla rostlina ojediněle vysázena i ve Velké Británii, kde krátkodobě snáší pokles teploty až k -5 °C.
Na Novém Zélandu se vyskytují i další tři druhy endemického rodu Pseudowintera, který byl vyčleněn z rozsáhlého rodu Drimys. Jsou to druhy:
- Pseudowintera axillaris
- Pseudowintera insperata
- Pseudowintera traversii

## Ekologie
Rostlina se díky svému starobylému uspořádání květů řadí mezi jedny z prvních krytosemenných druhů. Původ těchto rostlin pravděpodobně sahá až do období Gondwany. Jejich dřevo, xylém, nemá obdobně jako nahosemenné rostliny cévy, ale jen tenké cévice, kterými jsou zásobované nadzemní orgány vodou. Proto se této rostlině vede nejlépe na místech s vysokou vzdušnou i půdní vlhkostí, jako jsou horské oblasti bohaté srážkami či pobřeží se vzduchem nasyceným četnými vodními párami.
Dobře roste na světlém místě nebo v mírném stínu, preferuje chladné stanoviště ve vlhké, ale dobře odvodněné půdě bohaté na humus. Nesnáší ale málo vzdušnou, trvale mokrou nebo silněji alkalickou zeminu. Listy i kůra jsou aromatické a býložravci rostliny nespásají. Pseudowintera colorata bývá častou součástí nové vegetace narostlé po zničeném, ať vykáceném či vypáleném, lese. Kvete v listopadu až březnu a z opylených květů dozrávají plody od prosince do června.

## Popis
Hustě větvený keř má tmavě červenou kůru dřevnatých stonků i větví, které jsou střídavě porostlé nelesklými tuhými listy s až 1 cm dlouhými, červenohnědými řapíky. Kožovitý list se zpeřenou žilnatinou mívá elipsovitou čepel dlouhou 2 až 6 cm a širokou 1 až 3 cm, která je na vrcholu tupá až slabě zašpičatělá, po okraji hladká a zvlněná. Na lícní straně je hrubá, matně zelená až žlutozelená a místy červenavě skvrnitá, tyto skvrny se mohou vyskytovat po celé čepeli či pouze v její části. Na rubové straně je list šedavý až bílý a někdy mívá i růžový nádech. Nové listy Pseudowintera colorata raší na jaře jasně červeně zbarvené a všechny trvale mají při konzumaci pálivě pepřovou chuť.
Oboupohlavné žlutozelené květy, velké asi 1 cm, jsou aromatické a bývají uspořádané v květenstvích svazečcích po dvou až třech. Květy mají stopky dlouhé až 1 cm a brvité listeny. Pohárkovitý kalich je tvořen pěti až šesti mělce laločnatými volnými lístky a také koruna má rovněž pět až šest čárkovitých, tupých, 5 mm dlouhých zelenožlutých lístků. V květu je až ve třech kruzích pět až deset tyčinek s postranními prašníky a zahrocená blizna se dvěma laloky. Semeník vytvořený z několika plodolistů může obsahovat do pěti vajíček, ale pouze jedno či dvě dozrávají. Opylovány jsou drobným hmyzem, od třásněnek po drobné včely.
Plod je kulovitá bobule leskle černé barvy o průměru asi 5 mm. Obsahuje tmavě červenavou dužinu a dvě až tři eliptická semena velká až 3,5 mm s drsným povrchem.

## Rozmnožování
Dřeviny se množí semeny nebo v jarním či podzimním období polodřevitými řízky. Květy se nedostatečně opylují vlastním pylem, izolovaně rostoucí rostliny nasazují jen málo plodů a s nízkým počtem semen. Životaschopná semena vznikají převážně jen tehdy, pokud je jedinec opylován jinou rostlinou stejného druhu. Před výsevem je nutná asi čtyřtýdenní stratifikace při teplotě těsně nad 0 °C.

## Význam
Tento původní novozélandský keř se občas používá na živé ploty, ve kterých na jaře krásně působí svými tmavě zelenými, výrazně červeně skvrnitými listy a zářivě červenými novými výhonky. Červená pigmentace listů se vyskytuje téměř u všech divoce rostoucích rostlin, nemají ji pouze někteří jedinci v silném zastínění. Keř pěstovaný na zahradě vyžaduje minimální řez nebo ochranu před hmyzem.
Díky vlhkému prostředí byl druh, po více než 65 milionů let, vystavován nebezpečí napadení houbami a hmyzem různých druhů. Během té doby se u rostliny vyvinul obranný mechanismus se silnými bioaktivními vlastnostmi. Hlavní izolovanou biologicky aktivní chemickou složkou je bicyklický seskviterpen dialdehyd, pojmenovaný polygodial. Ten má prokazatelné antizánětlivé, antialergické, antifugální a antimikrobiální účinky. Funguje i jako hmyzí insekticid, kterému brání v příjmu potravy a způsobuje jeho vyhladovění. Extrakt z listů se používá jako přísada do domácích léčebných kosmetických přípravků.
Pseudowintera colorata se kříží s Pseudowintera axillaris všude tam, kde tyto dva druhy rostou blízko sebe. Oba jsou blízce příbuzné a původní obyvatelé je pravděpodobně zaměnitelně používali pro léčebné účely. Výluh z listů se užívá k léčbě kožních problémů, odvar z kůry nahrazuje chinin a míza slouží při bolestech žaludku a při průjmech. Požitý odvar z listů u lidí silně potlačuje vnímavost sladké chuti, ale nikoliv slané a kyselé. Protože listy mají palčivou, téměř pepřovou chuť, často je suší, drtí na prášek a tím ochucují pokrmy. Zralé plody jsou pochoutkou ptáků.

## Ohrožení
V novozélandských podmínkách není dřevina považována za ohrožený druh (Not Threatened). Místně se vyskytuje poměrně hojně, není průmyslově využívána a ze svých lesních stanovišť není mýcena. Zájemcům o výsadbu do zahrad jsou mladé rostliny dostupné v zahradnictvích, stejně jako lze zakoupit semena vhodná k domácímu výsevu.